# 許愛周

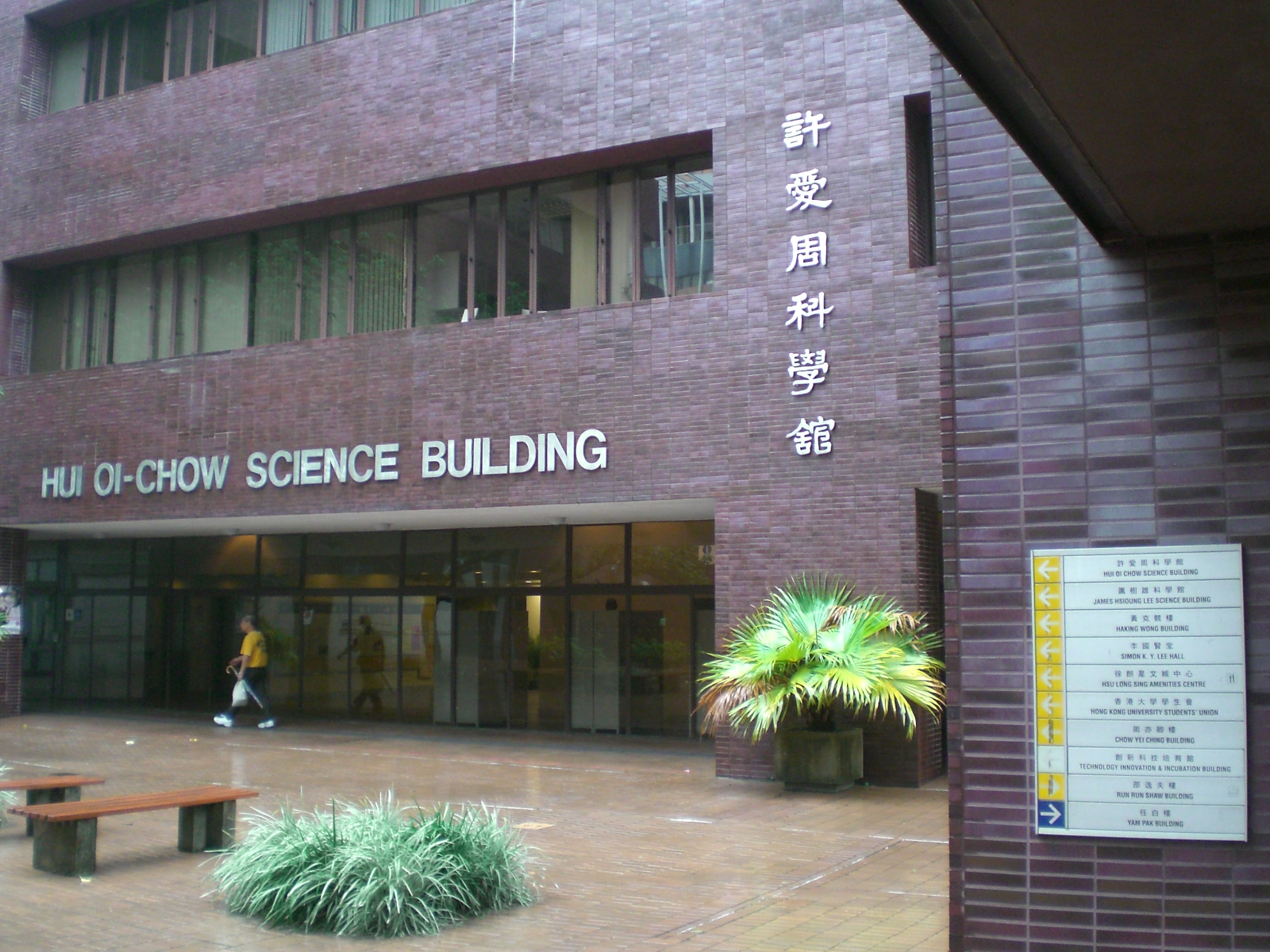
香港大學以其為名的許愛周科學館

許愛周（Hui Oi Chow，1881年—1966年4月10日），字國仁，是已故船王之一，在廣東省吳川縣坡頭（今湛江市坡头区坡头镇）博立村出生，於法屬殖民地廣州灣（今湛江）長大。小學畢業後，隨父經商，創立「福泰號」，專營花生油等糧油雜貨。 在吳川、赤坎、霞山、硇洲等地再開設「仁和號」、「廣宏泰」、「天元號」等店號。在香港開設有「廣宏泰」，經銷黃麻、蒜頭，進口外國貨，貨品包括花生油、煤油、水產等，成為當年的富商。

## 生平
在1920年代，許愛周開始發展地產，在赤坎填海獲得土地。1930年代，發展酒店業及工商住宅物業，又獲利。之後，更成立「順昌航業公司」，發展中國沿海及內河運輸，與當時的外商比高低。在中日戰爭時期，由於法國、日本的外交關係，令許愛周以廣州灣為基地的航運業務更盛。及後他合夥經營的大安航業公司、太平航業公司、泰豐航業公司及廣利航業公司等，大舉購置輪船，商船遠至東南亞等地，名世人稱為「航運界巨子」。1949年，在香港成立「仁興礦務公司」。1952年，在香港註冊有「順昌航業有限公司」。1957年興友人合資創立中建企業有限公司，購入位於皇后大道中的香港大酒店原址，建成中建大廈。及後又建有中環附近的亞細亞行，成為香港著名地產發展商之一。
1966年許愛周逝世，安葬於上水松柏塱的愛園別墅。次子許士芬捐資香港大學，立許愛周科學館紀念其父許愛周。

## 相關
- 許愛周家族

## 外部連線
- 中國僑界:《許愛周家族的湧泉之報》 （页面存档备份，存于）
- 愛國愛鄉的許愛周家族 作者/秋夜之聲 （页面存档备份，存于）
- 中華許氏族譜 - 一代船王許愛周